# Ямб
Ямб (от гръцки ίαμβος) е литературен и музиковедски термин, означаващ двусрична стихотворна стъпка или ритмична фигура в музиката.

## Характеристика
В античното стихосложение ямбът е двусрична стъпка, състояща се от кратка и дълга сричка (∪—). Дългата сричка може да бъде заменяна от две кратки (∪∪∪), като се получават общо отново три мори.
В силаботоническото стихосложение ямбът е двусрична стихотворна стъпка, при която силната позиция е представена от втората ударена сричка (∪—). Силната позиция може да бъде представена и от неударена сричка (∪∪). Това пропуснато схемно ударение е известно като пирихий. Когато слабото място в ямба и хорея се заеме от ударена сричка се получава свръхсхемно ударение известно като спондей.
Съществуват различни видове ямбове според броя на стъпките в стиха. Най-често използваните са тристъпният, четиристъпният и петстъпният ямб. Едностъпни и двустъпни ямбични стихове са рядко явление и са почти невъзможни. Срещат се още шестстъпен, седемстъпен, а рядко и осемстъпен ямб.
Най-известният експеримент с едностъпен ямб в българската литература принадлежи на символиста Николай Лилиев:
На страшен съд ∪—|∪—
вървят ∪—
тълпи, ∪—
не спи, ∪—
кипи ∪—
градът. ∪—
Из „Градът“, Николай Лилиев
Двустъпният ямб се среща широко както в българската, така и в световната поезия:
И лучец еж, ∪—|∪—
водица пий — ∪—|∪—
и пак поглеж! ∪—|∪—
Дий...
Дий, воле, дий!
Из „На нивата“, Пейо Яворов
Тристъпен ямб:
Успех, пари и власт — ∪—|∪—|∪—
всеобщата ни страст.
Не щял ги някой? Ех,
желаем му успех.
Из „Успех, пари и власт“, Марко Ганчев
Четиристъпният ямб е силно представен от майстора на ямба и елегията в българската поезия Димчо Дебелянов. Акцентите на силните позиции поетът нерядко тушира с пирихии:
Денят за труд е отреден, ∪—|∪—|∪—|∪—
за сласт и мирен сън — нощта.
А що е нощ и що е ден
за нас, изгнани от света?
Из „Тиха победа“, Димчо Дебелянов
Основен в българската литература е петстъпният ямб:
Отмахна той завесите и тихо ∪—|∪—|∪—|∪∪|∪—∪
застана пред отворений прозорец. ∪—|∪∪|∪—|∪—|∪—∪
Таинствена и чудна лятна нощ
полъхваше с дихание си морно
и леяха над сънний мир приветно
сияние рой трепетни звездици...
Из „Cis moll“, Пенчо Славейков

## История
Названието „ямб“ произхожда от земеделските празници в чест на Деметра. Първоначално ямб са наричани сатиричните и разгулните песни, изпълнявани по време на тези ритуали. Характеризира се със сатиричен и изобличителен характер. Ямбът бил средство за изразяване на лично отношение по обществени проблеми. В античния си смисъл ямбът се свързва с метриката. По отношение на нея представлява свързване на ямбичен триметър и трохеичен тетраметър. Така се обуславя разделението на античната поезия на героична и ямбична. Сред изтъкнатите представители на сатиричния ямбичен жанр са Архилох, Симонид, Хипонакт Ефески и др. Сетне ямбът преминава в драмата, заради близостта си с говоримия език.
В българската литература ямбът навлиза през руската стихотворна култура. През 18 и 19 век този размер е най-предпочитаният сред титаните на поезията – Александър Пушкин, Михаил Лермонтов и др. В България първи опит в областта е направен чрез четиристъпният ямб в „Стоян и Рада“ на Найден Геров. Широко застъпен и обогатен с нови ритмически форми ямбът става господстваща ритмическа стъпка в българската поезия в началото на 20 век в поезията на Иван Вазов, Пенчо Славейков, Пейо Яворов и др. Тази традиция се унаследява с особена сила от символистите. Ямбът е особено популярен през целия 20 век, а така също и в съвременната поезия.

## Музика
В музиката ямбът представлява също ритмична фигура, аналогична по модел на литературната – образувана от една кратка и една двойно по-голяма нотна стойност.